# Eudoro
Nella mitologia greca, Eudoro era figlio di Ermes e il secondo dei cinque generali di Achille nella guerra di Troia. Secondo l'Iliade, egli comandava dieci gruppi di cinquanta uomini ciascuno e cinquemila Mirmidoni. Nel libro XVI dell'Iliade, quando Patroclo prepara gli uomini di Achille, Omero parla di lui in quindici versi - molti di più rispetto agli altri generali nel passo. Egli è anche il secondo più importante dei cinque, battuto solo da Fenice.
Eudoro era figlio di Ermes e Polimela, la quale danzava nel coro di Artemide. Filante, padre di Polimela, si occupò del bambino dopo che la figlia sposò Echeclo. Eudoro era molto veloce, e un ottimo combattente. Il guerriero accompagnò Patroclo in guerra, ma cadde ucciso da Pirecme, il re dei Peoni. Patroclo, per vendicarlo, uccise a sua volta quest'ultimo.
Una versione di Eudoro appare nel 2004 nel film Troy. Qui Eudoro è interpretato da Vincent Regan. Egli è il secondo comandante dei cinquanta Mirmidoni di Achille (non appare evidente che ce ne siano altri). È il più vecchio amico di Achille, e assume particolarmente il ruolo di Fenice come maestro e seguace di Achille. Quando i Greci arrivano la prima volta a Troia, la coppia dei due eroi infuria sulla spiaggia insieme. Egli cattura Briseide e la conduce da Achille. È presente quando Patroclo viene ucciso, e riferisce la notizia ad Achille. Achille, accecato dal dolore, lo percuote scaraventandolo a terra; egli più tardi si scusa e incita Eudoro ad abbandonarlo a Troia e di tornare a casa con i Mirmidoni.